# Mistrzostwa świata w futsalu kobiet
Mistrzostwa świata w futsalu kobiet (turniej nieoficjalny)  są rozgrywkami, organizowanymi co roku w latach 2010–2015 przez Asociación Mundial de Futsal (AMF) dla zrzeszonych piłkarskich reprezentacji krajowych kobiet.

## Historia
Pierwsza edycja została rozegrana w 2010 roku w Hiszpanii, zwyciężyła drużyna Brazylii. Jak dotąd odbyły się w sumie sześć finałów, we wszystkich triumfowała reprezentacja Brazylii.
W 2022 roku FIFA ogłosiła, że od 2025 roku odbywają się oficjalne rozgrywki organizowane pod patronatem FIFA. Pierwsza edycja nowych rozgrywek odbędzie się na Filipinach.

## Rezultaty

### Medaliści
| 2010 Szczegóły | Hiszpania  | Brazylia | 5–1    | Portugalia | Rosja      | –               | Hiszpania  | 8 |
| 2011 Szczegóły | Brazylia   | Brazylia | 4–3 d. | Hiszpania  | Portugalia | 3–0             | Rosja      | 8 |
| 2012 Szczegóły | Portugalia | Brazylia | 3–0    | Portugalia | Hiszpania  | 1–0             | Rosja      | 8 |
| 2013 Szczegóły | Hiszpania  | Brazylia | 2–1    | Hiszpania  | Rosja      | 0–0 d. (3–1 k.) | Portugalia | 8 |
| 2014 Szczegóły | Kostaryka  | Brazylia | 4–3    | Portugalia | Hiszpania  | 8–2             | Kostaryka  | 8 |
| 2015 Szczegóły | Gwatemala  | Brazylia | 3–0    | Rosja      | Hiszpania  | 9–1             | Portugalia | 8 |

### Tabela medalowa
| Klasyfikacja medalowa |            |   |   |   |       |
| Miejsce               | Państwo    |   |   |   | Razem |
| 1                     | Brazylia   | 6 | 0 | 0 | 6     |
| 2                     | Portugalia | 0 | 3 | 1 | 4     |
| 3                     | Hiszpania  | 0 | 2 | 4 | 6     |
| 4                     | Rosja      | 0 | 1 | 2 | 3     |